# Помиськ-Великий
Помиськ-Великий (пол. Pomysk Wielki, нім. Groß Pomeiske) — село в Польщі, у гміні Битів Битівського повіту Поморського воєводства.
Населення — 784 особи (2011).
У 1975-1998 роках село належало до Слупського воєводства.

## Демографія
Демографічна структура станом на 31 березня 2011 року:
|          | Загалом | Допрацездатний вік | Працездатний вік | Постпрацездатний вік |
| -------- | ------- | ------------------ | ---------------- | -------------------- |
| Чоловіки | 398     | 93                 | 279              | 26                   |
| Жінки    | 386     | 91                 | 238              | 57                   |
| Разом    | 784     | 184                | 517              | 83                   |